# The Night Gwen Stacy Died
The Night Gwen Stacy Died (рус. Ночь, когда умерла Гвен Стейси) — сюжетная арка, события которой разворачиваются в выпусках комикса The Amazing Spider-Man #121—122 издательства Marvel Comics. Сюжет, написанный Джерри Конвеем и проиллюстрированный Гилом Кейном и Джоном Ромитой-старшим, стал переломным событием в жизни супергероя Человека-паука. Злодей Зелёный гоблин похищает его подругу Гвен Стейси, которая погибает во время их боя.

## Сюжет
В начале сюжета, Норман Озборн из-за амнезии не помнил о том, что он Зелёный гоблин, а также о том, что Человек-паук и Питер Паркер — одно и то же лицо. В это же время, Гарри Озборн, лучший друг Питера и сын Нормана, пристрастился к наркотикам, и находился в доме Озборнов для детоксикации. Из-за стресса, а также финансовых проблем, Норман Озборн вспоминает о своей личности суперзлодея, о Человеке-пауке и берёт цель заставить его близких страдать. Он похищает подругу Питера, Гвен Стейси, и отправляется вместе с ней на Бруклинский мост (в тексте ошибочно назван мостом Джорджа Вашингтона, в поздних изданиях исправлен). Человек-паук прибывает на мост, и во время боя Зелёный гоблин отпускает Гвен и она падает. Человек-паук, используя свою паутину, успевает ухватить её за ноги, но подняв вверх понимает, что она уже мертва. Питер винит себя в её смерти, решив, что из-за него она получила перелом шеи. В выпуске The Amazing Spider-Man #125 написано: «Грустно говорить, что она испытала эффект резкого торможения, когда паутина Спайди так внезапно остановила её, что, по-сути, и стало причиной смерти».
Зелёный гоблин скрывается, а Питер, сидя у тела Гвен, клянётся, что отомстит ему. В следующем выпуске Человек-паук вступает в бой с Гоблином на одном из складов, но не может себе позволить убить его. Гоблин использует возможность атаковать Человека-паука сзади своим летающим глайдером, но благодаря «паучьему чутью» и уловке Питера, глайдер попадает в самого Зелёного гоблина и, казалось бы, убивает его. Питер возвращается домой, где встречает Мэри Джейн Уотсон, которая вместе с ним скорбит по Гвен.

## Значимость
- Смерть Гвен Стейси потрясла американское комикс-сообщество: смерть одного из главных персонажей была беспрецедентным событием для того времени. Выход комикса стал своеобразным маркером, обозначившим конец Серебряного века комиксов, и положив начало Бронзовому веку[1].
- Смерть Гвен Стейси отмечена на сайте Женщина в холодильнике, как пример тенденции в комиксах о супергероях, когда персонажи-женщины, подруги главных героев, физически страдают больше, чем мужчины[2].
- Периодическое издание Comics Buyer’s Guide ввело в обращение термин «Синдром Гвен Стейси», как пример мрачной судьбы супергероев и их подруг[3].
- По результатам опроса, проведённого Marvel Comics, был составлен The 100 Greatest Marvels of All Time, в который включены сто лучших комиксов и сюжетных арок Marvel за всё время. Выпуски The Amazing Spider-Man (vol. 1) #121 и #122 заняли в списке 6-е и 19-е место соответственно[4].

## Создание и комментарии

### Предыстория

Человек-паук рядом с телом Гвен. Последняя страница выпуска The Amazing Spider-Man #121.

Решение о смерти Гвен Стейси было принято Джерри Конвеем совместно с Джоном Ромитой-старшим и редактором Роем Томасом. Смерть Гвен была единственным выходом, по их мнению, так как идей что делать с её персонажем дальше у них не было. Гвен и Питер стали так близки, что всё шло к неминуемой свадьбе, но никто в Marvel не хотел «женить» Человека-паука — в то время он ещё был студентом колледжа, а обычный разрыв отношений был бы нереалистичным. Джерри Конвей объяснил, что Гвен и Питер были идеальной парой, но переход на другой уровень их отношений (брак или признание о том, что он — Человек-паук) был неосуществим и это шло вразрез с уже устоявшейся биографией Питера Паркера, в которой боль и трагедии были главными моментами. Смерть Гвен Стейси позволила «убить двух зайцев» — убрать из сюжета неподходящие отношения и укрепить элемент личной трагедии, который, по мнению Конвея, был главной характеристикой сущности Человека-паука.
Согласно книге Стэна Ли Amazing Marvel Universe, Рой Томас и Джон Ромита решили «убить» Гвен Стейси, посчитав что это будет идеальным способом шокировать читателей. Во время обдумывания персонажа, которого можно убрать из сюжета, они решили, что это должна быть женщина. Мэри Джейн Уотсон в то время была не совсем близкой подругой Питера, а тётя Мэй, по их мнению, не подходила. По словам Стэна Ли, во время обсуждения он «занимался сбором вещей в поездку и хотел, чтобы они просто ушли из его кабинета», а по возвращении начал спрашивать, почему они выбрали именно Гвен.

### Мост
В тексте первого издания выпуска The Amazing Spider-Man #121 и в The Pulse #4 (сентябрь 2004) сказано, что Гвен находилась на мосту Джорджа Вашингтона, однако на странице изображён Бруклинский мост. Впоследствии, после нескольких переизданий, название в тексте было исправлено в соответствии с изображением, на Бруклинский мост. В телеинтервью для Travel Channel, Стэн Ли сказал, что художник изобразил Бруклинский мост, а он (как редактор) ошибочно назвал его Мостом Джорджа Вашингтона.
В дальнейшем подобная неточность всплывала ещё однажды: Мэри Джейн Уотсон была сброшена с моста Куинсборо в Ultimate Spider-Man #25 и в фильме 2002 года «Человек-паук», а в мультсериале 1994 года «Человек-паук» она была сброшена с моста Джорджа Вашингтона.

### Причина смерти
В выпуске The Amazing Spider-Man #125 редактор Рой Томас написал, что Гвен погибла от внезапной остановки на высокой скорости, когда Человек-паук зацепил её паутиной, и, технически, убил её. По словам Томаса, Человек-паук не мог спасти Гвен, только если он не умеет путешествовать во времени, но даже если бы он ничего не сделал, то Гвен всё равно погибла бы от удара о воду или о опоры моста. В программе «Spider-Man Tech» телеканала History Channel, Стэн Ли предполагает, что Гвен получила перелом шеи, а также физик Джеймс Какалиос в своей книге «Физика супергероев» считает, что наиболее вероятной причиной смерти Гвен действительной является травма шеи в результате резкой остановки
.
В течение некоторого времени поклонники комиксов предполагали, что причиной смерти Гвен мог стать шок от падения с высоты, так как Зелёный гоблин в ответ на переживания Человека-паука в выпуске The Amazing Spider-Man #121 ответил: «Романтичный идиот! Она была мертва до того, как твоя паутина достигла цели! Падение с такой высоты убьёт любого, прежде чем он ударится о землю!»
В неканоничной параллельной вселенной в сюжете What If? Человек-паук спасает Гвен, прыгнув вниз, и успевает поймать её, прежде чем она упадёт в воду. Гвен использовала тело Человека-паука, чтобы смягчить падение, но после ей всё равно потребовалась сердечно-лёгочная реанимация.

### Повторения
Спустя несколько выпусков, сцена смерти Гвен повторяется несколько раз, когда кто-то другой падает во время схваток Человек-паука со злодеями. В большинстве случаев, он успевает спасти их тем же способом, как сделал это в What If? — прыгнув за ними, а не попытавшись использовать паутину. В более поздних сюжетных линиях, Зелёный Гоблин снова воспроизводит тот же сценарий, но на этот раз с женой Питера Паркера — Мэри Джейн Уотсон-Паркер. Мэри Джейн падает, не справившись с отдачей пистолета, из которого она стреляла в Зелёного Гоблина. Используя опыт прошлого поражения, Человек-паук использует несколько нитей паутины, зацепив Мэри Джейн за несколько частей тела, что не даёт ей получить травму шейного отдела, которая убила Гвен(а позже проворачивает ту же схему для спасения Анны-Марии Маркони, девушки Отто Октавиуса).
Во время событий сюжета Civil War, Капитан Америка и Железный человек обсуждают смерть Гвен Стейси (а в одной из комиксов Джейн Фостер в роли новой Валькирии, обсуждает смерть Гвен Стейси кое кому, после гибели Хеймдаля). Железный человек говорит, что если бы Человек-паук получил соответствующую подготовку в качестве зарегистрированного супергероя, то он бы спас Гвен и не допустил такой ошибки, на что Капитан Америка ответил, что Гвен погибла бы в любом случае, так как была похищена именно потому, что Зелёный Гоблин узнал личность Человек-паука, а закон о Регистрации супергероев запрещает им скрывать своё лицо.

### What If…?
В сюжетной линии What If…? Питеру удалось спасти Гвен, прыгнув за ней и не используя паутину (то же самое он сделал в полнометражном фильме, спасая Мэри Джейн). Падение Гвен в воду смягчилось телом Человека-паука, что позволило ей выжить, но потребовалась реанимация. После спасения, Человек-паук рассказал Гвен о том, что он Питер Паркер и сделал ей предложение, но после Зелёный Гоблин Норман Озборн послал Джея Джона Джеймсону письмо, где рассказал правду о личности Человека-паука, которое было опубликовано в его газете и позволило получить ордер на арест Питера Паркера. Паркеру пришлось скрываться от полиции и покинуть Гвен, которая вместе с Робби Робертсоном решила делать всё, чтобы помочь Питеру.

## Ultimate-версия
В серии Ultimate Spider-Man, смерть Гвен значительно отличается от классической версии. Гвен узнала о том, что Питер Паркер и есть Человек-паук, чего никогда не было в основной вселенной. Гвен, вернувшись домой, была схвачена Карнажем, которого создал доктор Курт Коннорс. С помощью своих щупалец Карнаж поглотил всю жизненную силу Гвен, которая превращается в мумию. Последнее, что увидела Гвен перед смертью, было то, как Карнаж превращается в Питера (на самом деле, это был Ричард Паркер, отец Питера, ДНК которого использовал Курт Коннорс и смешал его с ДНК симбионта Венома).
Гвен появилась снова в Ultimate Spider-Man #128, когда Карнаж принял её облик, переняв также её воспоминания и, по-сути, клонировав её. После битвы с Веномом, Карнаж перешёл в тело Эдди Брока, освободив Гвен, которая осталась жить вместе с Питером Паркером.

## Событие в вне комиксов

### Кино
В фильме «Новый Человек-паук: Высокое напряжение» по сюжету Гарри Озборн узнаёт, что его отец, Норман Озборн, смертельно болен. Позже Норман умирает, и Гарри становится директором Озкорпа. Он встречает своего друга Питера Паркера и между ними завязывается разговор. В это же время погибает электрик Макс Диллон. Гарри приглашет Питера себе на работу, где устроенаГвен Стейси. Гарри узнаёт, что он, как и его отец, смертельно болен, а для излечения необходима кровь Человека-паука. Он приглашает последнего к себе домой, но Питер отказывает Озборну в просьбе, поясняя, что кровь Человека-паука слишком опасна, и может вовсе убить Гарри. Позже Гарри увольняют с работы. Он узнаёт, что Макс Диллон жив и находится в заключении в лечебнице. Гарри помогает ему бежать, и они оба решаются отомстить Человеку-Пауку. Попав в Озкорп, Гарри заставляет Дональда Менкена отдать ему противоядие, однако, сделав укол, Озборн начинает мутировать, что заставляет его залезть в костюм со встроенной регенерацией, в результате чего он становится Зелёным Гоблином. Одержав победу над Электро, Питера Паркера настигает новая опасность: Зелёный Гоблин похищает Гвен Стейси и укрывается с ней в башне с часами. В результате потасовки Питер убивает Гарри, однако не успевает спасти Гвен: та умирает, ударившись головой об пол.
Паркер навещает могилу возлюбленной и отказывается от своей роли супергероя. Но однажды он находит флешку с выпускной речью Гвен и снова надевает костюм, отправляясь на защиту города от сбежавшего из тюрьмы Носорога.